# 한국불교대학 대관음사 팔공산도량(관음사)
대구 팔공산에 위치한 사찰이다. 1992년 5월15일 대구 남구청 앞에서 설립된 한국불교대학(구. 영남불교대학) 소속 사찰이다. 대구에서 갓바위로 가는 길 오른쪽에 있다. 관암사 바로 아래 벤치가 있는 곳에 있다.

## 역사
원래 이름은 득은사로 비구니 스님이 계셨고, 주 전각이 대웅전이 아닌 극락전이다.
이 사찰을 한국불교대학(회주 우학스님)이 새로이 한국불교대학 대관음사 팔공산도량으로 2010년 5월 9일 개원하였다.

## 전각 및 불상
관음사 정면 계단에 보이는 후덕한 부처님이 제병등신불이다. 그리고 극락전 우측에는 미륵불이 있다.
극락전에는 아미타불, 대세지보살, 관세음보살을 모시고 있다. 원래는 극락전 내에 산왕대신, 칠성이 같이 모셔져 있었으나, 사찰 우측 끝에 삼성각이 신축되어 지금은 자리를 옮겼다.

## 사진

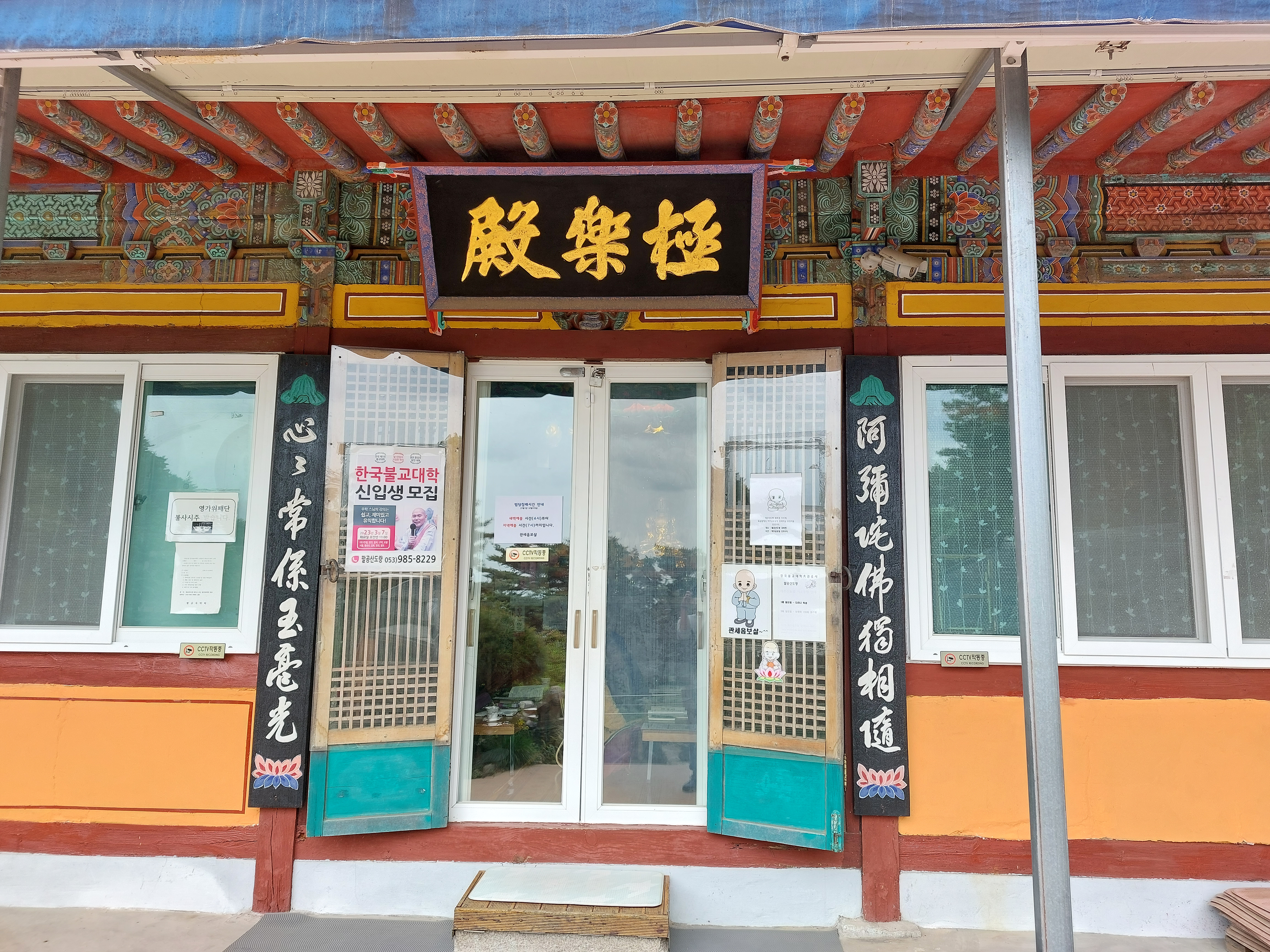
극락전
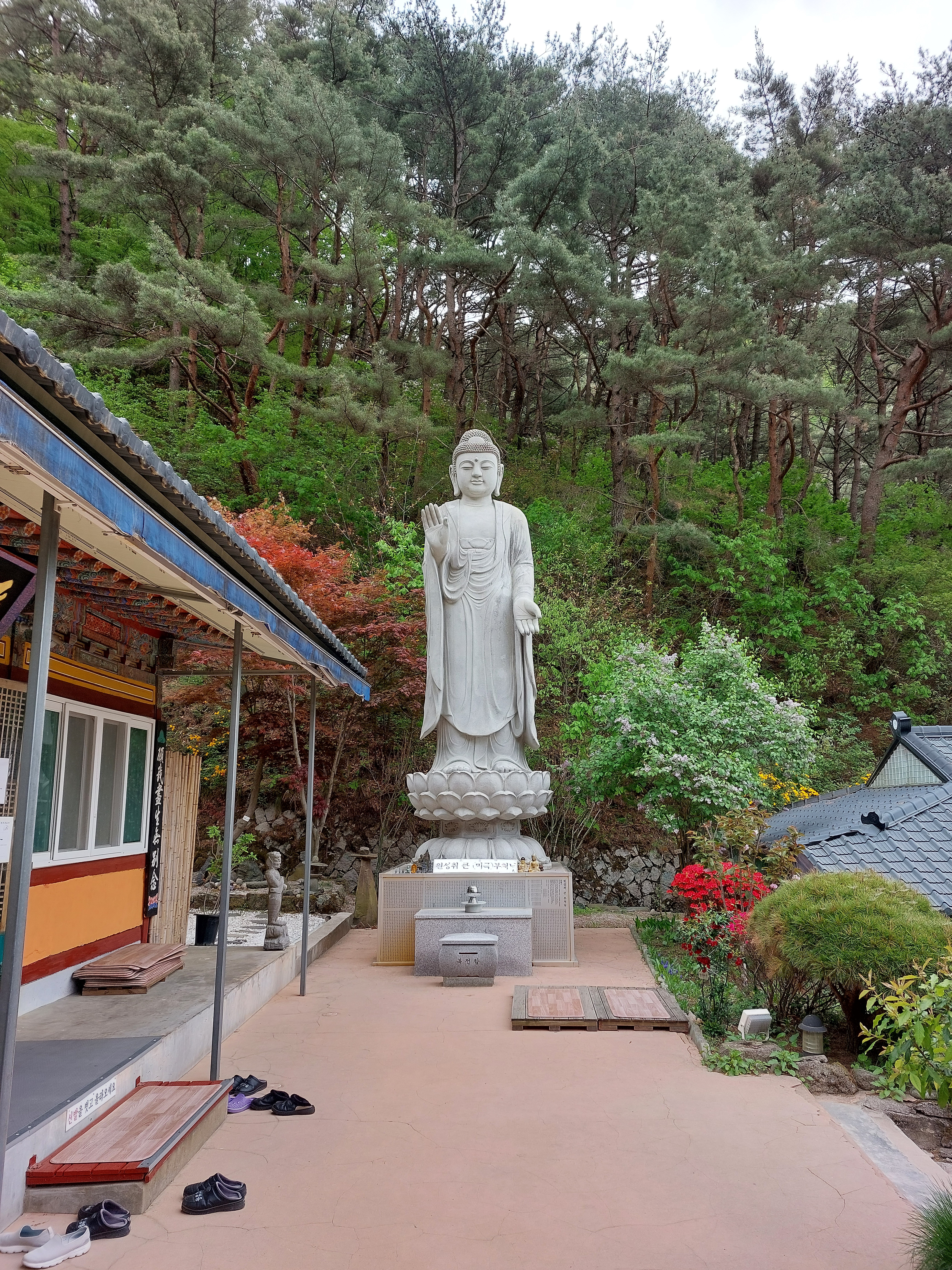
미륵불
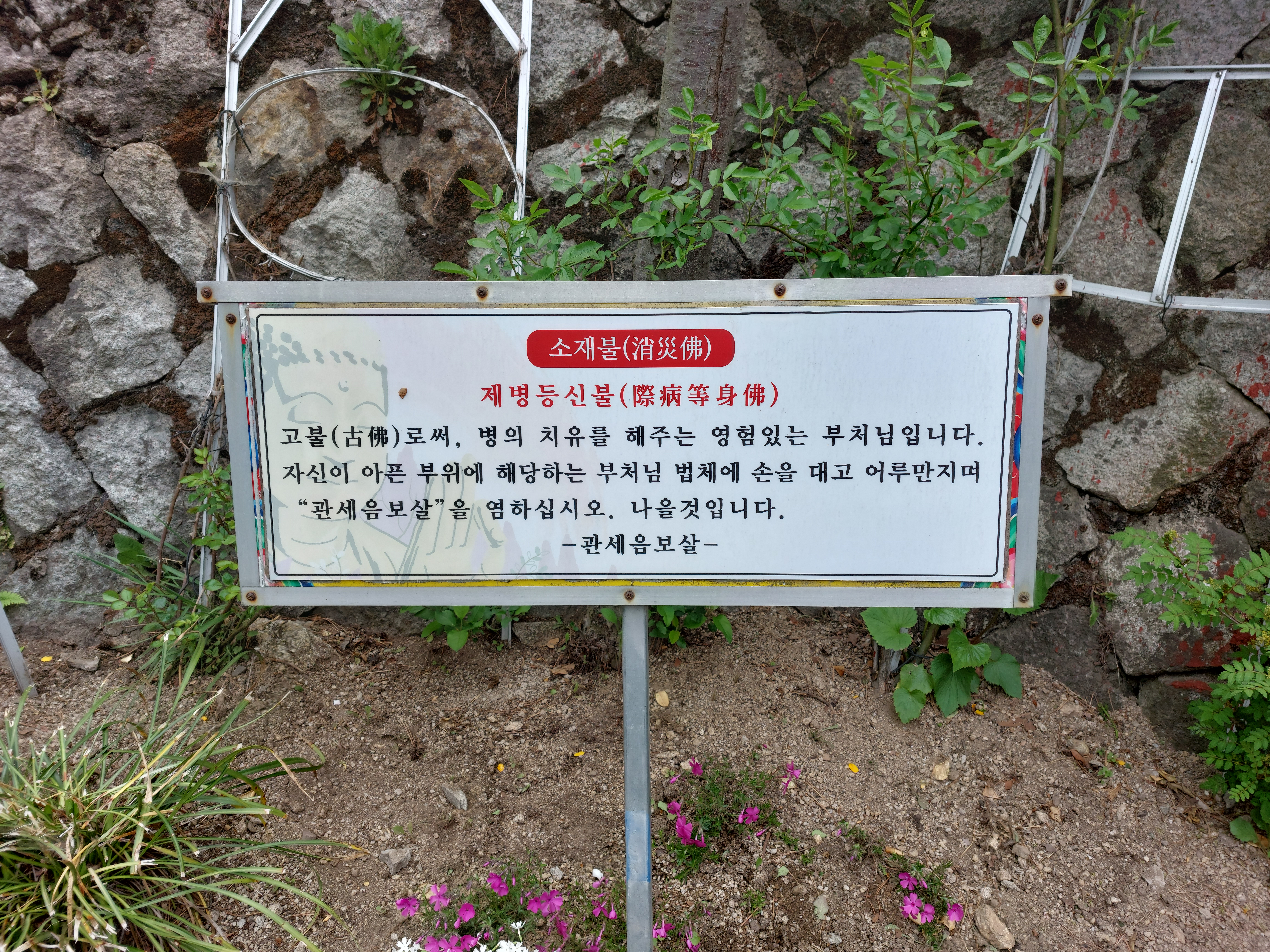
제병등신불 설명

1. ↑  “대구큰절”. 《한국불교대학 대관음사》. 한국불교대. 2023년 4월 24일에 확인함. 한국불교대학 大관음사는 관세음보살 도량으로 1992년 5월15일 대구 남구청 앞에서 설립되어 1995년 현재의 위치로 이전하게 되었다.[깨진 링크(과거 내용 찾기)]
2. ↑  김, 재욱 (2010년 5월 3일). “한국불교대학대관음사, 9일 팔공산도량 개원”. 《뉴시스》. 뉴시스. 2023년 4월 24일에 확인함. 대한불교조계종 한국불교대학 大관음사는 9일 오후 3시 팔공산도량 개원식을 갖는다고 3일 밝혔다.